# 栄光のライダー
『栄光のライダー』 (On Any Sunday) は、ブルース・ブラウン製作のドキュメンタリー映画。製作は1971年、日本での公開は1972年。

## 概要
全米各地で日曜日に開催されている種々のオートバイレースや参加している選手たちの日常を描いており、モトクロスを趣味としていた俳優のスティーブ・マックイーンの映像も収録されている。アカデミー長編ドキュメンタリー映画賞にノミネートされた。2000年には『栄光のライダー　リビジテッド』として続編も製作されている。